# Expô Araçatuba
A Exposição Agropecuária de Araçatuba - conhecida como Expô Araçatuba -  é um evento e feira de negócios do setor agropecuário realizado todos os anos no Recinto de Exposições Clibas de Almeida Prado, em Araçatuba, no estado de São Paulo. Foi criada oficialmente em 1959 e é um dos maiores eventos do interior paulista. É considerada a terceira maior feira deste tipo no Brasil de acordo com a classificação da Associação dos Criadores de Brahman do Brasil
Sua origem remonta a década de 30 quando criadores de gado de Araçatuba lançaram o concurso denominado Concurso do Boi Gordo que depois de alguns anos tornou-se uma verdadeira competição de animais e produtos agropecuários e derivativos do gado. Finalmente em 1959 tornou-se a Exposição Agropecuária de Araçatuba com a incrementação de outras atrações a cada ano.
Em 1999 na 40° Expo Araçatuba levantou cifras em negócios no valor de R$ 6,5 milhões, considerado recorde na época, no último dia do evento os cantores Gian & Giovani levaram 27 mil pessoas ao recinto.Em 2007 cerca de 153 mil pessoas haviam registrado presença no evento, sendo que o show de Ivete Sangalo teve de público 35 mil pagantes.Em 2010 a estimativa foi de 320 mil pessoas.
Em 2022, é realizada pela Viva+ Entretenimento em parceria com o Sindicato Rural da Alta Noroeste (SIRAN).